# Tony Buckingham
Anthony Leslie Rowland „Tony“ Buckingham ist ein britischer Unternehmer, der mehrere Sicherheits- und Bergbaufirmen besitzt. Er ist besonders in Bürgerkriegsgebieten aktiv, wo Militärunternehmen wie Executive Outcomes und Sandline International Ölfelder und Bergwerke freikämpfen und bewachen, die dann von den Rohstoffunternehmen ausgebeutet werden.

## Leben
Buckingham arbeitete als Industrietaucher auf den Bohrinseln in der Nordsee. Er gründete in den frühen 1990ern in Kanada Heritage Oil, wo er auch Vorstandsvorsitzender ist. Heritage Oil hat Explorationskonzessionen im Westlichen Rift des Ostafrikanischen Grabens, wahrscheinlich das ölreichste Gebiet Afrikas und fördert Öl in Angola, der Republik Kongo, der Demokratischen Republik Kongo, Uganda, Ruanda, Burundi, Tansania und dem Sudan.

## Unternehmen
Buckingham hat maßgeblichen Einfluss in einer Reihe von Unternehmen, die sich mit Rohstoffförderung in Afrika, insbesondere in Krisengebieten befassen. Dazu gehören:
- Branch Energy; Diamantenkonzessionen in Angola und Sierra Leone
- Indigo Sky Gems, Co-Besitz zusammen mit Russell Hay, exklusive Explorationsrechte für Turmaline in  Namibia
- Sandline International, Privates Sicherheits- und Militärunternehmen, das u. a. in zahlreichen Kriegen in Afrika beteiligt war
- Executive Outcomes (EO), südafrikanisches Sicherheits- und Militärunternehmen, dessen erster großer Auftrag darin bestand, Öllager von Heritage Oil in Angola freizukämpfen. Wurde danach ein wichtiger Geschäftsführer der Firma.